# خربة خيبر
خربة خَيْبَر (بالعبرية: ח'ירבת חייבר‏) أو تل خيبر موقع أثري يقع في الأطراف الغربية لوادي صانور الضفة الغربية. التل محصن، يضم بقايا مدينة قديمة مسورة نمت خارج الأسوار في بعض الفترات. عثر في الموقع على فخار من العصر البرونزي الأوسط وفترة العصور الوسطى، وبلغ ذروته في العصر الحديدي، بالإضافة إلى أوعية وشظايا تماثيل صغيرة.
يتميز الموقع أيضًا بالفولكلور المحلي للفلاحين من القرن التاسع عشر والذي ربطه بسكان يهود سابقين، ربما كانوا على صلة بيهود خيبر.

## وصف
تقع خربة خيبر على تلة بالقرب من الأطراف الغربية لوادي صانور، مباشرة إلى الشمال الشرقي من قرية ميثلون الفلسطينية. الموقع عبارة عن تلة أثرية تقع على تلة معزولة. والمنحدرات الشرقية للتل شديدة الانحدار.
يحيط سور المدينة القديمة، التي بقيت بعض بعض أجزائه حتى ارتفاع ثلاثة أمتار، تُستخدم المساحة الموجودة داخل الأسوار حاليًا للزراعة وتبلغ مساحتها حوالي 5 دونمات. كانت المنطقة المأهولة في بعض الفترات (على الأقل خلال الفترة الرومانية) وتوسعت خارج الأسوار
تشمل الاكتشافات من خربة خيبر قطعتين من التماثيل، وجرارًا ذو حواف ذات ياقات، وأواني فخارية ذات تجاويف، وأوعية مزخرفة على شكل إسفين. وعثر على أوعية التي يُعتقد أنها من أصل بلاد الرافدين الجنوبية، في عدة مواقع في سبسطية، ويُعتقد أنه جُلب إلى المنطقة من قبل سكان بلاد الرافدين الذين أعادت الإمبراطورية الآشورية الجديدة توطينهم في المنطقة بعد سقوط مملكة إسرائيل.
خلال العصر البرونزي الوسيط، كانت خربة خيبر مدينة رئيسية، وربما كانت من المواقع القريبة منها أو المواقع التابعة لها. واقترح زيرتال تعريف موقع العصر الحديدي بعاصمة عشيرة ملكة، إحدى المناطق الفرعية لقبيلة منسى الإسرائيلية، مضيفًا أن الاسم محفوظ في أسماء ميركة.

## الزيارات والمسوحات والحفريات
زار فيكتور غيران الموقع في عام 1870، وكتب أنه "[...] وجدت عند سفوح التلال بقايا جدار مبني من صخور كبيرة غير مكسوة، والتي كانت تحيط بالمكان بأكمله. وفي داخله تمتلئ المنحدرات كلها بالمباني الصغيرة المنهارة، حتى ثلاثة أرباع التل. ويوجد في الأعلى جدار آخر من الحجارة الكبيرة المكشوفة. ويوجد بداخله صهاريج محفورة في الصخر وبعض الهياكل المنهارة وأساسات برج يبلغ طوله 15 مترًا وعرضه 12 مترًا".
زار مساحو جغرافيا فلسطين في عام 1872 وأفادوا أنهم رأوا "بقايا بلدة ومبنى مربع، ربما حصن، على قمة التل". وقدموا وصفًا تفصيليًا للهيكل، مشيرين إلى أن "بناء الحصن يشبه إلى حد كبير الأعمال البيزنطية المبكرة".
أولبرايت زار الموقع في عام 1925، وذكر أن الموقع يحتوي فقط على الفخار الروماني والبيزنطي والعربي.
أجرى جوفنا وبوراث مسحًا للموقع في عام 1967. وفي تقرير نشر عام 1972 لاحظوا الجدار وذكروا أن المساحة الداخلية كانت 120 م في 80 م.
زار زيرتال الموقع في عام 1979 كجزء من المسح القطري لتل مناسيه. وحُفرت مغارة دفن في عام 1985 نيابة عن ضابط الآثار في الإدارة المدنية في يهودا والسامرة على المنحدرات الغربية المدرجات للتلة كجزء من المصادقة على خطط البناء في ميثلون القريبة. واكتشف فيها ستة مواضع دفن، وعدد من السلالم، وأحد عشر هيكلًا عظميًا بشريًا أثناء التنقيب، بالإضافة إلى شقف خزفية وأواني وأوعية وزجاجتين من أواخر العصر الروماني والبيزنطي، بالإضافة إلى أحد عشر مصباحًا فخاريًا كاملاً ومصباحين مكسورين من العصر الروماني والبيزنطي والفترات الإسلامية المبكرة. وتشير التنقيبات إلى أن المغارة كانت تستخدم للدفن من قبل سكان خربة خيبر.

## في الفولكلور المحلي
هناك تقليد محلي جلبته منظمة "مسح فلسطين الغربية" يربط بين خربة خيبر و"ملك يهودي، يقول الفلاحون إنه عاش في صانور... ". وكانت ابنته تقيم في المصيف بالقرب من التل”. ومع ذلك، لم يبذلوا أي جهد لتحديد مكان نشأة هذا التقليد.
واستشهد إيلان بالتقاليد المحلية التي تربط اسم التل بيهود خيبر في الحجاز (القرن السابع). وهناك تقليد مماثل لدى عائلة مخمارة من يطا، في تلال الخليل الجنوبية، والتي لديها تقليد طويل الأمد ينحدر من يهود خيبر.
وبحسب بريسلافي، فمن الصعب القول على وجه اليقين أن الموقع مرتبط بهجرة يهود خيبر إلى أرض إسرائيل. ومع ذلك، استنادًا إلى المصادر العربية الإسلامية من القرن السابع حتى القرن التاسع مثل الواقدي الذي يقدم دليلاً على أن اليهود المطرودين من خيبر عاشوا في أريحا، فمن المحتمل أن بعضهم هاجر شمالًا إلى المنطقة المحيطة بصانور واستقر في الموقع.

## أنظر أيضا
- يهود خيبر
- يطا